# SMS Erzherzog Karl
SMS Erzherzog Karl (нем. Его Величества Корабль «Эрцгерцог Карл») — австро-венгерский броненосец одноимённого типа, состоявший в 3-й дивизии боевых кораблей. Участник Первой мировой войны, сопровождал немецкие корабли «Гёбен» и «Бреслау» во время их прорыва в Средиземноморье, участвовал в бомбардировках итальянских городов. После войны в качестве трофея был передан Франции, а затем продан в Италию, где и был пущен на слом.

## Характеристики
Водоизмещение корабля составляло 10640 т. Размеры в метрах: 126,2 x 21,8 x 7,5. Экипаж состоял из 700 человек. Эти корабли являлись последними крупнейшими броненосцами-додредноутами ВМС Австро-Венгрии, будучи тяжелее броненосцев типа «Габсбург» на 2 тысячи тонн. В состав силовой установки входили 4-цилиндровые вертикальные паровые машины тройного расширения, дававшие мощность в размере 18 тысяч л.с. и позволявшие с двумя винтами развивать скорость до 20,5 узлов, хотя по плану корабль должен был плыть с гораздо большей скоростью.
«Эрцгерцог Карл» был вооружён относительно легко: орудиями главного калибра являлись пушки калибром 240 мм (40-й калибр), установленные в двух башнях в оконечностях. Являлись точными копиями германских пушек класса Krupp C/94, которые ставились на броненосцах типа «Габсбург». Вторичным вооружением являлись 190-мм пушки «Шкода» с длиной ствола 42 калибра в количестве 12 штук, которые размещались в восьми казематах (по 4 на каждый борт) и двух двухорудийных башнях в центре. Стрельба могла вестись на расстоянии до 20 км, снаряды развивали скорость до 800 м/с; каждое тяжёлое орудие весило чуть более 12 тонн и выпускало до трёх снарядов в минуту. Корабли защищались от миноносцев при помощи 66-мм корабельных пушек «Шкода». Зенитными орудиями являлись орудия калибра 47 мм и 33 мм, произведённые в Великобритании в 1910 году Броненосец был также оснащён двумя торпедными аппаратами калибра 450 мм, но почти никогда не использовал их в бою.

## Служба
Накануне Первой мировой войны «Эрцгерцог Карл» состоял в 3-й дивизии флота Австро-Венгрии. Мобилизация экипажа броненосца началась после того, как в Средиземном море через Мессинский пролив, окружённый британцами, начали пробиваться немецкие корабли «Гёбен» и «Бреслау». Прорыв успешно состоялся, и немцы ушли в Мессину. К тому моменту австрийский флот добрался до Бриндизи.. В группе с другими судами ВМС Австро-Венгрии броненосец «Эрцгерцог Карл» начал вести бомбардировки итальянских городов: так, 24 мая 1915 он участвовал в бомбардировке Анконы. 24 снаряда калибром 240 мм были выпущены из броненосцев одноимённого типа, и 74 снаряда калибром 190 мм были выпущены итальянскими береговыми батареями. Большая часть экипажей бронированных крейсеров, оказывавших им помощь, впоследствии пополнялась с «Эрцгерцога Карла».
3 февраля 1918 в Каттаро прибыли эти три броненосца данного типа на помощь бронепалубным крейсерам «Санкт-Георг» и «Кайзер Карл VI». В ходе ремонта военно-морской базы бронированные крейсера вышли из состава флота, а «Эрцгерцог Карл» и ещё два броненосца заняли их места в гавани Каттаро. Утром 11 июня 1918 по приказу Миклоша Хорти началась секретная операция флота Австро-Венгрии: три броненосца типа «Эрцгерцог Карл» и четыре линкора типа «Вирибус Унитис» планировали организовать массивную прибрежную бомбардировку, поддержать с моря сухопутные части армии Австро-Венгрии и разгромить объединённый флот Антанты, состоявший из множества лёгких крейсеров. Однако план Хорти сорвался, поскольку сведения о плане каким-то образом попали в руки союзников, а линкор «Сент-Иштван» был потоплен итальянскими торпедными катерами. Хорти немедленно отменил операцию и отдал приказ всем кораблям вернуться на свои исходные позиции, что относилось и к «Эрцгерцогу Карлу». Остаток войны он провёл в Пуле, а в ноябре 1918 года капитулировал официально. Сначала его передали КВМС Югославии, однако затем он достался в качестве трофея Франции, но и на этом его приключения не закончились: он совершил путешествие в Великобританию с остановкой в Бизерте, был продан Италии и разобран в конце 1920-начале 1921 годов.